# Cinquième mode
 (août 2020).
Si vous disposez d'ouvrages ou d'articles de référence ou si vous connaissez des sites web de qualité traitant du thème abordé ici, merci de compléter l'article en donnant les références utiles à sa vérifiabilité et en les liant à la section « Notes et références ».
Dans le cadre théorique de l'octoéchos, le cinquième mode du chant grégorien est caractérisé par une finale en fa (mode Tritus), qui ne sert que de point d'appui à la mélodie,  et une teneur psalmodique à la quinte sur le do (mode authente).
Le cinquième mode est traditionnellement qualifié de Laetus, c’est-à-dire joyeux.
Ce cinquième mode est à l'origine du mode majeur moderne.

## Teneur surdo
- La corde modale caractéristique du cinquième mode est le do, qui donne au mode sa tonicité par son demi-ton inférieur.
- L'autre caractéristique du cinquième mode est de se terminer à la quinte inférieure, sur le fa, sur lequel il prend des appuis fréquents.
- Quand des développements sur la corde intermédiaire La prennent place, ils conduisent à des variations avec un demi-ton supérieur, et donc à un si bémol (contrairement au deuxième mode, pour lequel l'équivalent du si est toujours bécarre).

Sa formule modale est donc de type CBC (voir Modalité grégorienne).
L'introït Deus in loco sancto suo est très représentatif de cette structure modale. Les articulations autour des teneurs do et la sont nettes, la sous-dominante qu'est Si tend à être évitée, et la sous-tonique n'est jamais mentionnée.
D'autres exemples caractéristiques de ce mode sont par exemple l'introït Laetare (IV° D.Q.) ou l'offertoire Reges Tharsis (Epiphanie).
Dans ce mode, les passages sur la finale fa sont parfois absentes, et la structure modale se réduit à deux teneurs, la et do. Ces pièces à modalité réduite peuvent de plus perdre leur si bémol, comme dans l'offertoire Expectans expectavit (xv° D.P.P.).
N'étant la finale qui tombe d'une quinte par rapport à la teneur, de telles pièces pourraient être rattachées au deuxième mode, dont elles ont la structure.

## Pièces atypiques
Le cinquième mode est homogène dans ses formules modales, souvent simple et sans prétentions, et ne présente guère de cas atypique.
On peut citer comme petite curiosité de ce mode l'offertoire Sanctificavit Moyses (xvii° D.P.P.), dont les strophicus sur le sol du mot illud sont assez étranges (les strophicus sont d'habitude au-dessus d'un demi-ton).